# Union internationale de pentathlon moderne
L'Union Internationale de Pentathlon Moderne (UIPM) è la federazione sportiva internazionale, riconosciuta dal CIO, che governa lo sport olimpico del pentathlon moderno.

## Campionati mondiali organizzati
- Campionati mondiali di pentathlon moderno